# Prince Far I
Prince Far I, pseudonimo di Michael James Williams (Spanish Town, 23 marzo 1945 – Kingston, 15 settembre 1983), è stato un musicista giamaicano.
Autoproclamatosi "la voce del tuono" per la sua vocalità profonda, viene considerato una figura di spicco del genere reggae.

## Biografia
Michael James Williams nacque a Spanish Town, in Giamaica, nel 1945. Il suo primo lavoro nel mondo della musica fu quello di disc jockey presso il sound system Sir Mike the Musical Dragon. Trovò anche un impiego come addetto alla sicurezza presso lo studio di Joe Gibbs e come buttafuori per lo Studio One. Dopo aver registrato nel 1969 The Great Booga Wooga per Bunny Lee (in tale circostanza adottò l'alias King Cry Cry, un'allusione alla sua abitudine di scoppiare in lacrime nei momenti di rabbia), ebbe la possibilità, l'anno seguente, di collaborare assieme a Coxsone Dodd (al suo posto ci sarebbe dovuto essere King Stitt, il quale non riuscì però a presentarsi alle sessioni). Dodd fu sufficientemente impressionato da voler pubblicare le registrazioni risultanti.
Lo pseudonimo Prince Far I gli venne suggerito da Enos McLeod, un altro produttore giamaicano. Il primo album di Prince Far I, Psalms for I del 1975, contiene una serie di salmi riletti in chiave reggae. Il secondo album Under Heavy Manners, edito nel 1976, è una collaborazione con Joe Gibbs. La pubblicazione anticipa l'ingresso di Prince Far I nel roster dell'etichetta Front Line, una sussidiaria della Virgin Records. Tra il 1978 e il 1981 pubblicò una dozzina di album, compresi quelli della serie Cry Tuff Dub Encounter, che vennero registrati per la sua etichetta Cry Tuff insieme ai Roots Radics, firmatisi come The Arabs. Dopo aver iniziato a trascorrere la sua vita in Inghilterra, iniziò a collaborare con i musicisti della On-U Sound Records, cantando nel collettivo Singers & Players e registrando con Adrian Sherwood. Prince Far I tenne il suo ultimo concerto il 7 dicembre 1982 al Band on the Wall di Manchester. In tale circostanza si esibì con i Suns of Arqa; la performance è documentata in Musical Revue. Collaborò insieme al collettivo britannico anche nel loro secondo album Wadada Magic del 1983. 
Il 15 settembre 1983, nel periodo in cui stava registrando l'album Umkhonto we Sizwe (Spear of the Nation), Prince Far I venne assassinato con un'arma da fuoco durante una rapina nella sua abitazione a Kingston.

## Discografia

### Album in studio
- 1975 – Psalms for I
- 1976 – Under Heavy Manners
- 1978 – Message from the King
- 1978 – Long Life
- 1978 – Cry Tuff Dub Encounter Chapter 1
- 1979 – Cry Tuff Dub Encounter Part 2
- 1979 – Free from Sin
- 1979 – Dub to Africa
- 1980 – Jamaican Heroes
- 1980 – Cry Tuff Dub Encounter Chapter 3
- 1980 – Showcase in a Suitcase
- 1981 – Livity
- 1981 – Voice of Thunder
- 1981 – Cry Tuff Dub Encounter Chapter 4
- 1983 – Musical History
- 1984 – Umkhonto We Sizwe
- 1998 – Health and Strength

### Album dal vivo
- 1988 – Musical Revue / Suns of Arqa Live